# Podkielecki Obszar Chronionego Krajobrazu
Podkielecki Obszar Chronionego Krajobrazu – obszar chronionego krajobrazu położony w województwie świętokrzyskim, na północ i wschód od Kielc. Zajmuje powierzchnię 26 484,69 ha. Obejmuje pasma Klonowskie i Masłowskie Gór Świętokrzyskich, a także częściowo doliny rzek Lubrzanki, Bobrzy i Kamionki. 
Tereny POChK należą administracyjnie do gmin Daleszyce, Górno, Łączna, Masłów, Miedziana Góra, Morawica, Piekoszów, Suchedniów i Zagnańsk.
POChK pełni rolę bufora oddzielającego aglomerację kielecką od Świętokrzyskiego Parku Narodowego oraz świętokrzyskich parków krajobrazowych. Chroni wody podziemne w zbiorniku Kielce oraz w zbiorniku Gałęzicko-Bolechowicko-Borkowskim, z których miasto Kielce i sąsiednie miejscowości czerpią wodę pitną. Chroni także wody powierzchniowe rzek Lubrzanki, Warkocza, Czarnej Nidy i Belnianki.
W granicach POChK znajdują się 2 rezerwaty przyrody: Barcza i Sufraganiec.